# Ritratti abusivi
Ritratti abusivi è un film documentario del 2013 diretto da Romano Montesarchio.
La pellicola descrive la comunità abusiva di Parco Saraceno, quartiere abbandonato di Castel Volturno in provincia di Caserta, attraverso interviste e filmati d'epoca.
Il progetto è nato a seguito della difficoltà del regista di raccontare il luogo attraverso la fotografia ed è stato presentato all'ottavo Festival internazionale del film di Roma nel novembre 2013. Nel 2014 vince il primo premio alla 21ª Rassegna del Premio Libero Bizzarri.

## Trama
Il quartiere Parco Saraceno fa parte della zona di Villaggio Coppola di Castel Volturno ed è composta da trenta palazzine costruite alla fine degli anni '60, abitate da militari americani di stanza nella zona e poi abbandonate. Sono circa sessanta le famiglie che abitano nel quartiere, di cui cinquanta abusivamente che non pagano affitto, acqua, gas ed energia elettrica.
La vita nel quartiere è narrata attraverso le interviste che evidenziano le difficoltà quotidiane di persone che vivono in palazzine fatiscenti, ma in cerca di una vita normale o semplicemente della felicità. Le interviste coprono i vari livelli di disoccupazione, mancanza di futuro, criminalità e preoccupazione per la futuro abbattimento degli edifici, a seguito della decisione della creazione di un porto turistico, che dovrà rilanciare la zona.
Filmati d'epoca esaltano le caratteristiche sociali della zona, la salute delle famiglie con un'alta densità di medici e vengono messe a confronto con la situazione attuale, dove bambini giocano con pistole a pallini in palazzine semidistrutte e agli abitanti vengono promessi cambiamenti in cambio di voti elettorali. Il documentario si conclude con momenti di svago della comunità durante una gara di karaoke ed uno spettacolo di fuochi artificiali, infine le immagini notturne degli edifici, sottolineando la spettralità del luogo.

## Produzione

### Regia
Il regista ha evitato lo stile di denuncia del degrado ed illegalità della zona, cercato invece di esprimere l'umanità del luogo. In una intervista Montesarchio ha dichiarato che ha dovuto inoltre limitare la deriva grottesca della situazione, perché gli abitanti tendevano a conquistare la ribalta e ad essere personaggi sopra le righe, utilizzando la videocamera come un amplificatore. Molte delle interviste del film sono in dialetto od in lingua napoletana e mentre scorrono i titoli di coda, vengono proiettati i volti dei protagonisti con i loro rispettivi soprannomi.